# Socket 479
Socket 479 – gniazdo dla procesorów Intel Pentium M oraz Celeron M. Zwykle używane w komputerach przenośnych, ale także używane przez niektóre procesory Pentium III w komputerach stacjonarnych. Oficjalna nazwa tego gniazda nadana przez firmę Intel to mFCPGA i mPGA479M. Socket 479 posiada 479 pinów, ale procesory Pentium M dla tego gniazda posiadają 478 pinów.
Istnieją trzy wersje tego gniazda elektronicznie niekompatybilne, ale wizualnie identyczne:
- dla Pentium III-M (wydana w 2001 roku),
- dla Pentium M oraz Celeron M 3xx (najpopularniejsza wersja gniazda, wydana w roku 2003),
- wersja kompatybilna z Socket M dla procesorów Intel Core, Core 2, Celeron M 4xx i 5xx.

## Dane techniczne
Socket 479 jest bardzo podobny wizualnie do Socket 478, jednak Socket 479 posiada całkowicie inne rozmieszczenie napięciowe pinów w porównaniu do Socket 478, więc użycie Pentium M w gnieździe 478 jest niemożliwe pomimo tego, że da się je tam umieścić. Z tego powodu niektóre firmy takie jak Asus stworzyły specjalne adaptery (np. CT-479), które umożliwiają użycie procesorów z Socket 478 w Socket 479.
Chipsety, które używają procesorów Pentium M to m.in. Intel 855GM/GME/PM, Intel 915GM/GMS/PM oraz Intel 6300ESB. Chipset Intel 855GME obsługuje wszystkie procesory Pentium M, jednak Intel 855GM już nie obsługuje procesorów wykonanych w technologii 90 nm 2MB L2 cache (jądro Dothan). Kolejną różnicą jest fakt, że chipset 855GM posiada prędkość taktowania do 200 MHz, a 855GME - do 250 MHz.

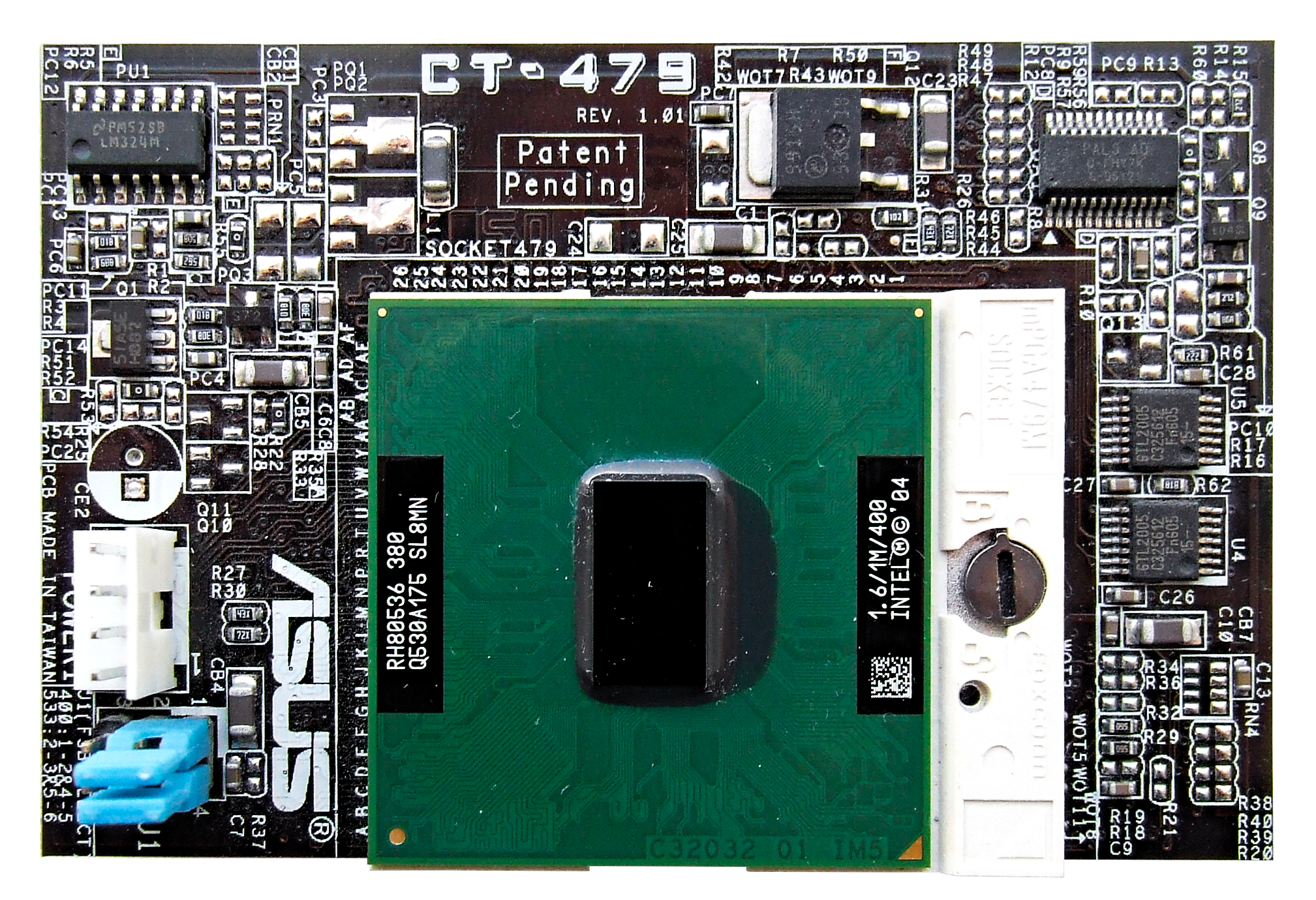
adapter Asus CT-479

W roku 2006 firma Intel wydała następcę gniazda Socket 479 z ulepszonym rozmieszczeniem pinów dla procesorów Core - Socket M. Procesory dla tego gniazda posiadają zmienione położenie jednego pinu, porównując je do np. procesorów Pentium M dla Socket 479. Procesory dla Socket M fizycznie pasują do gniazda Socket 479, ale są niekompatybilne pod względem rozmieszczenia napięcia pinów.